# Bánk Ernő
Bánk Ernő, szül. Eisler Ernő (Szalmatercs, Nógrád vármegye, 1883. január 1. – Budapest, 1962. július 17.) magyar festő és grafikus.

## Élete, munkássága
Eisler Albert és Reiner Róza fia. Budapesti elemi, polgári és kereskedelmi iskolákban tanított. Felsőfokú tanulmányokat a budapesti egyetemen folytatott, földrajz-történelem szakos középiskolai tanári oklevelet nyert és doktori vizsgát tett 1915-ben. Közben az 1910-es években bejárt az Iparművészeti Főiskolára festészetet tanulni, mesterei Pap Henrik és Sándor Béla voltak. Korán megmutatkozott tehetsége a portréfestésben, már 1910-től sűrűn szerepelt budapesti tárlatokon. Portréit kiállították a Műcsarnokban, a Nemzeti Szalonban, majd az Ernst Múzeumban.
Az első világháború idején hadi festőként működött, a 30. Honvéd Gyalogezred történelmi csoportjánál portrékat festett a Hadtörténeti Múzeumnak. Az 1918-19-es forradalmak idején Budapesten, a Terézvárosban a Polgári Radikális Párt titkáraként működött. Kádár Béla figyelt fel elsőnek a tehetséges festőre. Bánk Ernő összebarátkozott Aba-Novák Vilmossal, Patkó Károllyal, nyaranként velük festett az 1920-as évek közepén Felsőbányán, majd 1927-28-ban Iglón. Mindkét fiatal festő tükörképét megfestette.
Az 1930-as években sok hivatalos portrémegrendelést kapott és tájképeket, csendéleteket is festett, idős korában biblikus témák foglalkoztatták. Az 1930-as években népszerűek voltak kis méretű, miniatűr portréi. Kezdetben naturalista stílusban festett, de a nagybányai plein air és a modern avantgárd stílusok képviselői (Nyolcak) rá is hatottak. Az összefoglalóbb konstruktív stílus irányában mozdult el.
Az 1940-es években dekoratívabb lett festészete, a háború után ismét kiállították képeit a Nemzeti Szalonban. Festett akvarelleket, pasztelleket, rézkarcolói munkássága is számottevő.

## Családja
1909. szeptember 26-án Budapesten, a Terézvárosban házasságot kötött Erdős Adolf és Fried Janka lányával, Ilonával. Gyermekük Bánk Veronika (1916–2003) volt.

## Díjak, elismerések
- 1926-ban a Szinyei Merse Pál Társaság kiállításán kitüntették

## Művei (válogatás)

### Portrék
- Aba-Novák Vilmos festő (1926; olaj, vászon, 84 x 68 cm; Magyar Nemzeti Galéria, Budapest)
- Patkó Károly festő (1928; olaj, vászon, 55 x 68 cm; MNG)

### Típus-képek
- Szoba fehér függönnyel (enteriőr) (év nélkül, olaj, karton, 54,5 x 67 cm; magántulajdonban)
- Falusi udvar (1911; olaj, vászon, 45 x 60 cm; magántulajdonban)
- Köszörűs (1927; olaj, vászon, 83 x 68 cm; magántulajdonban)